# Mạng liên ngân hàng
Mạng liên ngân hàng, còn được gọi là mạng ATM, là mạng máy tính cho phép thẻ ATM do tổ chức tài chính là thành viên của mạng sử dụng để thực hiện giao dịch ATM thông qua ATM thuộc về một thành viên khác của mạng.
Tuy nhiên, các chức năng có thể được thực hiện tại ATM mạng khác nhau. Ví dụ: các dịch vụ đặc biệt, chẳng hạn như mua thời gian phát sóng điện thoại di động, có thể có sẵn cho thẻ của ngân hàng có ATM nhưng không dành cho chủ thẻ ATM của ngân hàng khác. Hơn nữa, chủ sở hữu ATM có thể bị tính phí cho việc sử dụng thẻ mạng (ngoài bất kỳ khoản phí nào do ngân hàng gốc áp đặt).
Mạng liên ngân hàng cho phép chủ thẻ ATM có quyền truy cập vào ATM của các ngân hàng khác là thành viên của mạng khi ATM của ngân hàng của họ không khả dụng. Điều này đặc biệt thuận tiện cho du khách đi du lịch nước ngoài, nơi các mạng lưới liên ngân hàng đa quốc gia, như Plus hoặc Cirrus, được phổ biến rộng rãi.
Mạng lưới liên ngân hàng cũng cho phép, thông qua các phương tiện khác nhau, việc sử dụng thẻ ATM tại một điểm bán thông qua việc sử dụng thiết bị bán hàng đầu cuối đặc biệt của EFTPOS nơi thẻ ATM được coi là thẻ ghi nợ.